# میترسا
میترسا (انگلیسی: Mytheresa) شرکت تجارت الکترونیک آلمانی است، که در سال ۲۰۰۶ تأسیس شد.